# Шишинец
Шишинец је насељено место у општини Лекеник, у Туропољу, Хрватска, до нове територијалне организације у саставу бивше велике општине Сисак.

## Становништво
| Националност       | 1991.       |
| Хрвати             | 94 (90,38%) |
| Срби               | 0           |
| Југословени        | 0           |
| остали и непознато | 10 (9,61%)  |
| Укупно             | 104         |